# Johan Klaps
Johan Klaps (Maaseik, 19 augustus 1970) is een Belgisch Vlaams-nationalistisch politicus voor de N-VA.

## Levensloop
Klaps werd licentiaat vertaler Nederlands-Engels-Italiaans aan het UFSIA, waarna hij een aanvullende studie in de internationale politiek volgde. Na zijn studies werkte hij een jaar als reisleider in de Verenigde Staten. Na zijn terugkeer in België richtte hij in 1998 in Berchem een filiaal op van de Argentabank. Na tien jaar was hij vervolgens van 2008 tot 2014 zaakvoerder van het AXAfiliaal in Berchem.
Kort na de oprichting van de N-VA werd hij lid van deze partij. Klaps engageerde zich in de lokale afdeling van Berchem en in 2010 werd hij voorzitter van deze afdeling. In oktober 2012 werd hij voor het eerst verkozen tot gemeenteraadslid van Antwerpen.
Bij de federale verkiezingen van mei 2014 stond hij als eerste opvolger op de N-VA-kieslijst voor de Kamer van volksvertegenwoordigers in de kieskring Antwerpen. Toen volksvertegenwoordiger Jan Jambon in oktober 2014 als federaal minister van Veiligheid en Binnenlandse Zaken toetrad toe de regering-Michel I, volgde Klaps hem op in de Kamer. Hij hield er zich vooral bezig met financiële dossiers. Met de val van Michel I in december 2018 verloor Jambon zijn ministerportefeuille en keerde hij terug naar de Kamer, ten nadele van Klaps. In mei 2019 raakte hij niet verkozen voor een nieuw mandaat in de Kamer. 
Vervolgens werd hij actief als zelfstandig consultant in de vastgoedsector, waarbij hij bouwpromotoren ging bijstaan bij het regelen van omgevingsvergunningen. Van juni 2021 tot september 2024 was hij eveneens directeur van Madaster België, een digitaal platform voor toegepaste materialen en producten bij de bouw van gebouwen en constructieobjecten om deze te kunnen hergebruiken, en van juni 2022 tot september 2024 Head of Direct Network voor Vlaanderen bij de verzekeringsgroep Ethias, waarbij hij de relaties tussen de groep en de Vlaamse lokale en regionale openbare instellingen verder diende uit te bouwen en te versterken.
In oktober 2024 werd Klaps schepen van de stad Antwerpen, bevoegd voor Haven, Stadsontwikkeling, Ruimtelijke Ordening en Patrimonium. Hij volgde in deze functie Annick De Ridder op, die Vlaams minister van Mobiliteit en Openbare Werken werd. Na de gemeenteraadsverkiezingen later die maand werd Klaps op 2 januari 2025 opnieuw voorgedragen voor het stadsbestuur als schepen van Haven en Economie.